# Епархия Гейлорда
Епархия Гейлорда (лат. Dioecesis Gaylordensis) — епархия Римско-Католической церкви с центром в городе Гейлорд, США. Епархия Гейлорда входит в митрополию Детройта. Кафедральным собором епархии Гейлорда является Собор Пресвятой Девы Марии.

## История
19 декабря 1970 года Римский папа Павел VI издал буллу Qui universae, которой учредил епархию Гейлорда, выделив её из епархий Гранд-Рапидса и Сагино.

## Ординарии епархии
- епископ Эдмунд Казимир Шока (11.06.1971 — 28.03.1981) — назначен архиепископом Детройта, кардинал с 1988
- епископ Роберт Джон Роуз[англ.] (13.10.1981 — 24.06.1989) — назначен епископом Гранд-Рапидса
- епископ Патрик Рональд Куни[англ.] (06.11.1989 — 07.10.2009)
- епископ Бернард Энтони Хебда[англ.] (07.10.2009 — 24.09.2013) — назначен архиепископом-коадъютором Ньюарка, впоследствии назначен епископом Сент-Пола и Миннеаполиса
- епископ Стивен Джон Райка[англ.] (27.06.2014 — 25.03.2020) — назначен епископом Бирмингема
- епископ Джеффри Джозеф Уолш[англ.] (с 21.12.2021)

## Источник
- Annuario Pontificio, Libreria Editrice Vaticana, Città del Vaticano, 2003, ISBN 88-209-7422-3
- Булла Qui universae  (лат.)